# 核小核糖核蛋白
核小核糖核蛋白（英文：small nuclear ribonucleoproteins，簡稱snRNP）是一種大型RNA-蛋白質複合物，其與未修飾的mRNA前體(pre-mRNA)和各種其他蛋白質結合形成剪接體，功能是mRNA前體的剪接。snRNP的參與對於去除mRNA前體中的內含子至關重要，僅發生在真核細胞核中RNA轉錄後修飾的其中一部分。另外，snRNP的變體-U7 snRNP並不參與剪接，其僅負責處理組蛋白mRNA前體的3'端。

## 結構
snRNP由蛋白質分子和RNA所組成，而在每個snRNP顆粒中發現的RNA則稱為小核RNA（snRNA），通常長度約為150個核苷酸。snRNP的snRNA成分是藉著“識別”內含子的5'和3'末端以及分支位點(branch site)的關鍵剪接信號序列來賦予單個內含子的特異性。snRNP中的snRNA與核醣體RNA相似，因其直接結合酶促反應和結構作用。

## 發現
SnRNPs是由Michael R. Lerner和Joan A. Steitz發現的。Thomas R. Cech和Sidney Altman也發現到RNA可以在細胞發育中扮演催化劑的作用，故在1989年獲得諾貝爾化學獎。

## 外部連結
- Joan Steitz's Short Talk: "SNURPs and Serendipity" （英文）（页面存档备份，存于）
- 醫學主題詞表（MeSH）：snRNP（英文）